# Passage de Thionville
Le passage de Thionville est une voie du 19e arrondissement de Paris, en France.

## Situation et accès
Le passage de Thionville est situé dans le 19e arrondissement de Paris. Il commence au 11, rue Léon-Giraud et se termine au 12, rue de Thionville.

## Origine du nom

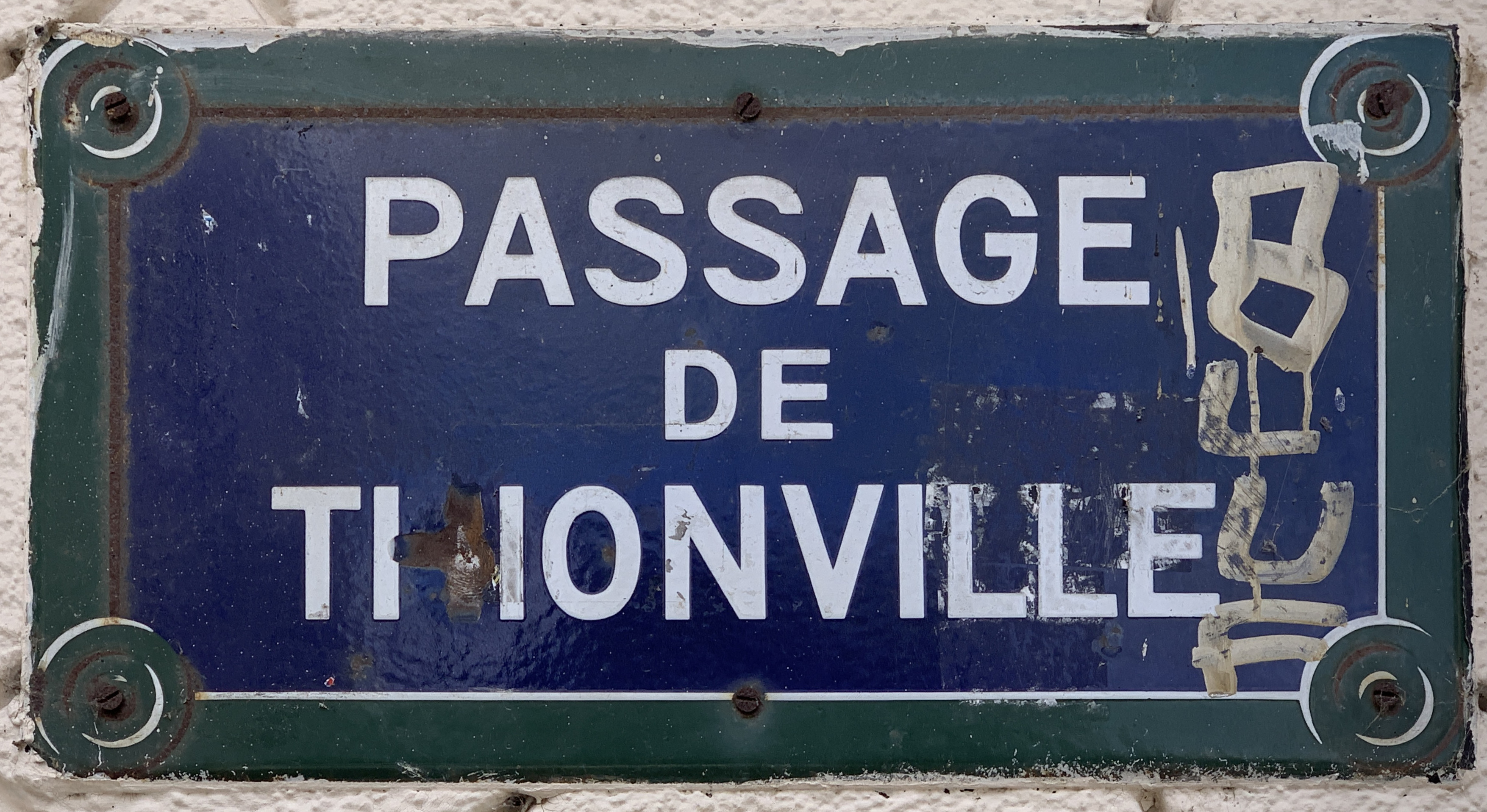
Plaque du passage.

Il porte le nom de la ville de Thionville, située dans le département de la Moselle.

## Historique
Le passage est créé en 1875, sous le nom de « passage du Syndicat ». Il commençait autrefois rue de Crimée et avait deux débouchés, l'un sur la rue de Thionville, l'autre sur la rue de l'Ourcq. 
Il est classé dans la voirie parisienne par un arrêté du 14 janvier 1933. La partie comprise entre la rue de Crimée et la rue de l'Ourcq a reçu le nom de « rue Léon-Giraud ».